# NGC 3499
NGC 3499 (również PGC 33375 lub UGC 6115) – galaktyka spiralna (S0-a), znajdująca się w gwiazdozbiorze Wielkiej Niedźwiedzicy. Odkrył ją William Herschel 17 kwietnia 1789 roku.
W galaktyce tej zaobserwowano supernową SN 2007sa.